# Wilhelm Keitel
Wilhelm Bodewin Johann Gustav Keitel (n. 22 septembrie 1882, Helmscherode⁠(d), Saxonia Inferioară, Germania – d. 16 octombrie 1946, Nürnberg, Bavaria, zona de ocupație americană în Germania⁠(d)) a fost un ofițer german care a deținut gradul de feldmareșal al celui de-al Treilea Reich german. În calitate de comandant al comandamentului suprem al armatei (Oberkommando der Wehrmacht (OKW)), Keitel a fost unul dintre liderii militari importanți ai Germaniei Naziste.
Keitel a considerat că, din punct de vedere militar, atacurile militare germane împotriva Franței și URSS-ului nu ar fi trebuit să fie întreprinse, dar opiniile i-au fost respinse iar demisia nu i-a fost acceptată. În timpul regimului nazist, Keitel a avut o atitudine deosebit de servilă față de Hitler, din care cauza colegii l-au poreclit Lakaitel (cuvânt compus din Lakai = „lacheu” și numele său, scris puțin altfel).
La Procesul de la Nürnberg a fost acuzat, judecat și condamnat la moarte pentru crime de război și crime împotriva umanității. Pentru a sublinia în mod special gravitatea crimelor comise de Keitel, tribunalul de la Nürnberg i-a respins petiția sa prin care cerea să fie executat prin împușcare și, în consecință, a fost executat prin spânzurare, deoarece a încălcat grav etosul ofițeresc.

## Decorații
- Ordinul Militar „Mihai Viteazul”, clasa III, clasa II și clasa I (14 octombrie 1941) „pentru că a imprimat tuturor comandamentelor ritmul unor operațiuni fulgerătoare și victorioase”[11]

## Finalul

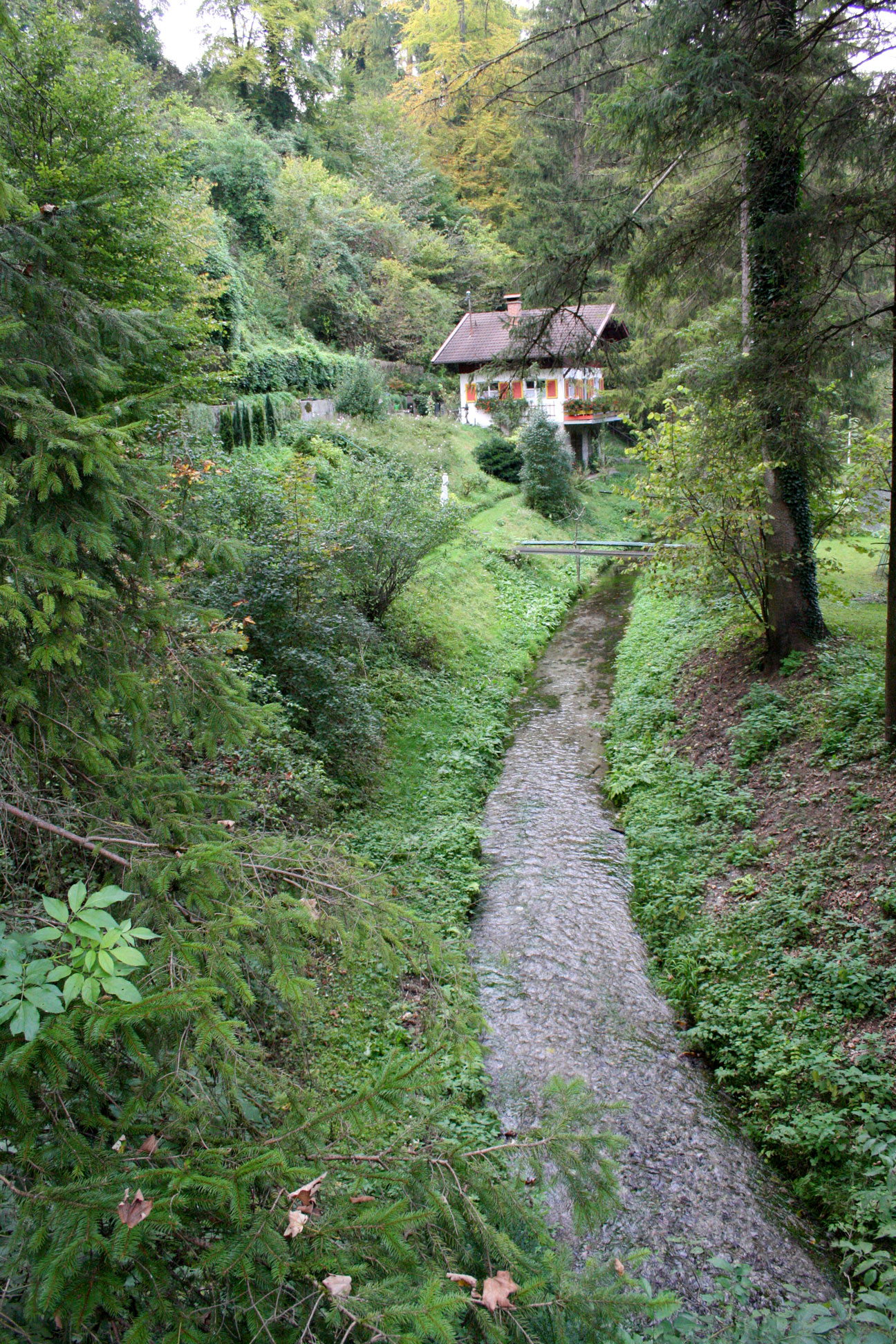
Pȃrȃul Wenzbach (München) în care a fost împrăştiată cenuşa celor 11 inculpaţi

A fost condamnat la moarte, prin spȃnzurare, împreună cu alți 10 inculpați, la procesul din Nürnberg. Execuțiile (duse la împlinire de americanii John C. Woods și Joseph Malta) au avut loc în sala de sport a închisorii din Nürnberg la data de 16 octombrie 1946, între orele 1:00 și 2:57. Cei 10 naziști executați au fost: Hans Frank, Wilhelm Frick, Alfred Jodl, Ernst Kaltenbrunner, Wilhelm Keitel, Joachim von Ribbentrop, Alfred Rosenberg, Fritz Sauckel, Arthur Seyss-Inquart și Julius Streicher. În dimineața zilei de 17 octombrie 1946 trupurile celor 10 executați, împreună cu trupul lui Hermann Göring (care se sinucise cu cianură cu o noapte înainte), au fost transportate cu camioane americane la crematoriul cimitirului estic din München, unde au fost imediat incinerate. Cenușa acestora a fost împrăștiată apoi de ofițeri americani în pârâul Wenzbach (mic afluent de stânga al râului Isar), lângă strada Conwentzstraße din München, spre a nu deveni ulterior loc de pelerinaj pentru extremiști de dreapta.